# 1002년

## 연호
- 북송(北宋) 함평(咸平) 5년
- 요(遼) 통화(統和) 20년
- 일본(日本) 조호(長保) 4년
- 전 레 왕조(前黎朝) 응티엔(應天) 9년

## 기년
- 북송(北宋) 진종(眞宗) 5년
- 요(遼) 성종(聖宗) 21년
- 고려(高麗) 목종(穆宗) 5년
- 전 레 왕조(前黎朝) 대행제(大行帝) 23년

## 사건
- 5월, 목종은 교서를 내려 토목공사를 일으켜 군인과 역부에게 노역을 시킨일과 불교 사원을 짓게 하는 등 국가를 방만하게 경영한 탓이 본인에게 있음을 말하며 스스로 반성하고 군사들을 위무하며 격려하였다.

## 탄생
- 6월 21일 - 교황 레오 9세, 152대 로마 교황.

## 사망
- 1월 23일 - 오토 3세, 신성 로마 제국 황제.